# フェリーあかしあ
フェリーあかしあは、新日本海フェリーが運航していたフェリー。

## 概要
すずらん丸・フェリーはまなすに続く新日本海フェリーの第3船として神田造船所で建造された。1972年に建造されたフェリーはまなすより大型化し、北海道方面のフェリー航路では初めて1万トンを越える総トン数となった。すずらん丸・フェリーはまなすと同じく船首には遮浪ドームを装備するほか。船体中央上部にはダミーファンネルを設置。内部は2層吹き抜け構造のラウンジとした。
1973年7月の就航により舞鶴・敦賀 - 小樽航路は週6便の運航となった。
新潟港への寄港の要望があり新日本海フェリーも寄港を要望していたが、新潟港のフェリーバースの整備・航路浚渫などインフラ整備が必要で、完了を待って運輸審議会により1974年5月16日に敦賀 - 新潟 - 小樽航路が認可され、本船は同年6月8日から新潟港への寄港を開始した。
1988年7月にニューあかしあとの交代で海外売船されフィリピンのSulpicio LinesでFilipina Princessとして就航していたが、2011年に運航終了。その後解体された。

## 船内
客室
- 特別室（計11名）
- 1等室（計148名）
- 特2等室（計203名）
- 2等室（計945名）
- ドライバー室（計80名）

設備
- 羅針儀甲板
  - 展望室2階
- A甲板
  - 展望室
- B甲板
  - 1等室
  - 2等室
  - エントランス
  - 案内所
  - 売店
  - 泉水・噴水
  - バー
  - 食堂
  - 麻雀ルーム
  - 寿司コーナー
- C甲板
  - 2等室
  - ゲームコーナー
  - ドライバールーム
  - 乗用車搭載区域
- D甲板 - 車両搭載区域